# Casa Espona
La Casa Espona és una obra noucentista de Vic (Osona) protegida com a Bé Cultural d'Interès Local.

## Descripció
Casa de dos pisos que presenta una planta un xic complexa, amb alçats en diferents nivells. Es dibuixen tres cossos esglaonats, els laterals coberts a una sola vessant i el central a dues. L'edificació segueix el desnivell del carrer, la part baixa és destinada al soterrani i l'entrada està situada a nivell del primer pis. A la part dreta hi ha una galeria sostinguda per pilars, mentre que el segon pis s'obre un balcó, també en el tercer pis, als cossos laterals del qual s'obren a sota de la coberta. Encara s'hi obre un quart pis. Damunt del portal d'entrada hi ha un mosaic amb els màrtirs Llucià i Marcià. És construïda en pedra i arrebossada al damunt, totes les finestres són emmarcades amb pedra esculpida, i presenta bonic elements de ferro forjat. Alguns sectors de l'edifici es troben força malmesos.

## Història
Amb l'expansió urbana de Vic, a principis del segle xx, és traçà el nou c/ Torras i Babes que venia a substituir els c/ Santa Teresa a la sortida de Vic cap a la carretera de Sant Hilari, que promogué més tard la urbanització cap el sector de llevant de la ciutat fins a enllaçar amb els edificis del c/ dels Caputxins i cap a la carretera de Roda. Aquesta casa forma part d'un conjunt de cases modernistes que es troben en aquest carrer.